# فريدي سكوت (مغني)
فريدي سكوت (بالإنجليزية: Freddie Scott)‏ هو مغني وكاتب أغاني أمريكي، ولد في 24 أبريل 1933 في بروفيدنس في الولايات المتحدة، وتوفي في 4 يونيو 2007 في جامايكا ‏ في الولايات المتحدة بسبب نوبة قلبية.

## وصلات خارجية
- فريدي سكوت على موقع IMDb (الإنجليزية)
- فريدي سكوت على موقع ميوزك برينز (الإنجليزية)
- فريدي سكوت على موقع أول ميوزيك (الإنجليزية)
- فريدي سكوت على موقع ديسكوغز (الإنجليزية)